# Crosta terrestre

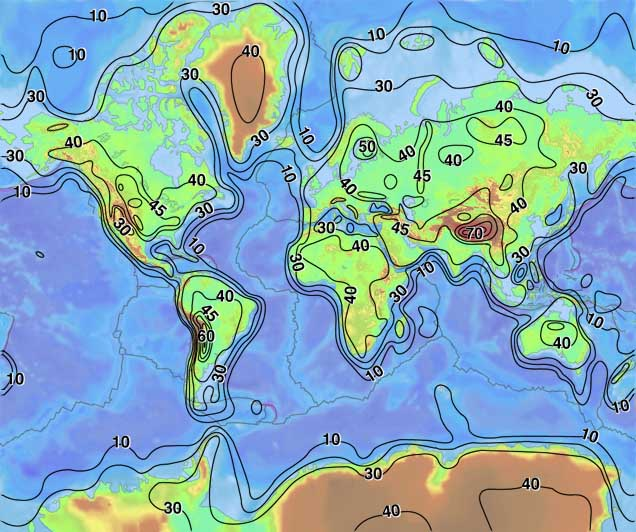
Spessore della crosta terrestre (in km)

La crosta terrestre (chiamata comunemente superficie terrestre), in geologia e in geofisica, è uno degli involucri concentrici di cui è costituita la Terra: per la precisione, si intende lo strato più esterno della Terra solida, limitata inferiormente dalla discontinuità di Mohorovičić, avente uno spessore medio variabile fra 4 (crosta oceanica) e 70 chilometri (crosta continentale).

## Descrizione

### Limiti inferiore e superiore

La struttura interna della Terra

Il nostro pianeta è formato da gusci concentrici di materiale diverso: la Crosta terrestre, suddivisibile in continentale e oceanica, costituisce lo strato più esterno; al di sotto c'è il mantello terrestre, che si estende fino a 2890 km di profondità; ancora al di sotto, e fino al centro della Terra (6371 km dalla superficie) è il nucleo. Il mantello litosferico, la parte più superficiale del mantello, è saldato alla crosta, e insieme formano quella che viene definita litosfera. Fra la litosfera e il mantello inferiore (detto mesosfera) vi è l'astenosfera: uno strato sottile di mantello parzialmente fuso che permette alla litosfera sovrastante di muoversi, alla velocità di pochi cm l'anno. Il limite superiore è dato dalla superficie terrestre che la mette in contatto con l'atmosfera o l'idrosfera.
Il limite inferiore della crosta terrestre è una superficie ben definita e marcata da cambiamenti sia fisici (cambiamenti di proprietà meccaniche) che chimici (cambiamenti nella composizione). L'interfaccia crosta-mantello viene definita, da un punto di vista petrografico, come il passaggio tra rocce che contengono feldspati (sopra) e quelle che non ne contengono (sotto). La crosta si distingue perciò dal mantello perché le sue rocce cristalline sono prevalentemente acide o basiche, mentre quelle del mantello sono ultrabasiche. La crosta è l'unica parte della Terra a contenere rocce sedimentarie.
Esiste anche una discontinuità fisica (le discontinuità sono tutte quelle parti della Terra che separano gli strati) che distingue la crosta dal mantello: si tratta di una zona di transizione tra rocce a bassa velocità di propagazione delle onde sismiche (nella crosta) e rocce a elevata velocità (nel mantello); tale discontinuità è denominata discontinuità di Mohorovičić, spesso abbreviata in Moho.

### Crosta continentale e crosta oceanica

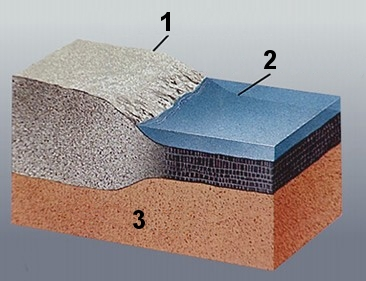
Schema della crosta terrestre

La crosta terrestre è l'unico strato del pianeta a possedere una marcata eterogeneità laterale. Fondamentale è la distinzione tra:
- crosta continentale, con spessori che sono generalmente attorno ai 35 km (per la crosta stabile), ma che possono raggiungere anche 70 o addirittura 90 km in corrispondenza delle catene montuose. La sua caratteristica fondamentale dal punto di vista geodinamico è la sua bassa densità relativamente a quella del mantello sottostante in quanto le sue rocce cristalline sono prevalentemente granitiche;
- crosta oceanica con spessori che variano da zero a 10 km e con una densità uguale se non superiore a quella del mantello sottostante in quanto costituita prevalentemente di rocce ultrabasiche e basiche.

È da notare che l'estensione (areale) della crosta continentale è maggiore dell'estensione delle terre emerse, in quanto comprende anche tutti i territori sommersi a profondità inferiori ai 2 500 metri. Il gradino morfologico che marca il passaggio tra crosta continentale e crosta oceanica è detto scarpata continentale.

### Composizione chimica
La gran maggioranza delle rocce che compongono la crosta terrestre sono ossidi; le sole eccezioni rilevanti sono i cloruri, i solfuri e i fluoruri, in quantità che nella gran parte delle rocce non supera l'1%. Il 47 % della crosta terrestre è costituita da ossigeno e silicio, presente sotto forma di ossidi, di cui i principali sono la silice (SiO2), l'ossido di alluminio (Al2O3), l'ossido di calcio (CaO), l'ossido di potassio (K2O), l'ossido di ferro (FeO) e l'ossido di sodio (Na2O).
Dopo aver analizzato 1 672 tipi di rocce e tenendo conto della loro diffusione, F. W. Clarke ha ottenuto per la crosta terrestre le seguenti percentuali in peso:
| Ossido | Nome comune         | Percentuale |
| ------ | ------------------- | ----------- |
| SiO2   | silice              | 59,71       |
| Al2O3  | ossido di alluminio | 15,41       |
| CaO    | ossido di calcio    | 4,90        |
| MgO    | ossido di magnesio  | 4,36        |
| Na2O   | ossido di sodio     | 3,55        |
| FeO    | ossido di ferro     | 3,52        |
| K2O    | ossido di potassio  | 2,80        |
| Fe2O3  | ossido ferrico      | 2,63        |
| H2O    | acqua               | 1,52        |
| TiO2   | biossido di titanio | 0,60        |
| P2O5   | anidride fosforica  | 0,22        |
| Totale | Totale              | 99,22       |

Placche della crosta terrestre, secondo la teoria della
tettonica delle placche

Tutti gli altri composti non raggiungono assieme l'1%.